# بسرابيا

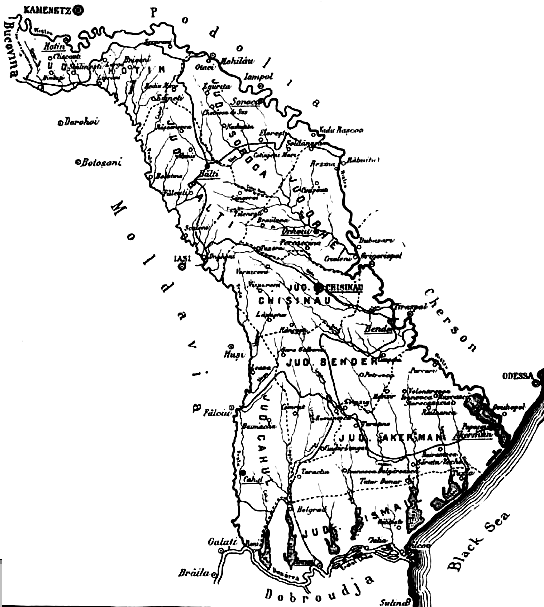
خارطة بسرابيا في 1927.

بسرابيا (بالرومانية: Basarabia، بالأوكرانية: Бесарабія، بالروسية: Бессарабия، بالبلغارية: Бесарабия، بالتركية: Besarabya، بالألمانية: Bessarabien، باليديشية: בעסאַראַביע) هو مصطلح يشير إلى منطقة جغرافية تقع في أوروبا الشرقية يحدها من الشرق نهر الدنستير ومن الغرب نهر بروت. كان هذا المصطلح يشير إلى ما سمته الامبراطورية الروسية شرق مولدوفا التي استولت عليها بعد معاهدة بوخارست بعد الحرب الروسية العثمانية 1806-1812. الجزء الغربي المتبقي من مولدوفا اتحد مع والاشيا ليكون مملكة رومانيا. (في الفترة القصيرة بين 1856 و 1878 اثنان من المقاطعات التسع المتبقية من بسرابيا كان جزءا من مولدوفا) في 1918 قبل نهاية الحرب العالمية الأولى بقليل اعلنت بسرابيا استقلالها عن روسيا تحت اسم الجمهورية الديموقراطية المولدافية واتحدت بعد ثلاث شهور مع مملكة رومانيا.

## أعلام
- موشي اويشر
- موريس هيرمان فينكل